# Furacão Willa
O furacão Willa foi um poderoso ciclone tropical que durante o final de outubro de 2018, trouxe chuvas torrenciais e ventos destrutivos para o sudoeste do México, especialmente os estados de Sinaloa e Nayarit. Foi o vigésimo quinto ciclone tropical, a vigésima segunda tempestade nomeada, o décimo terceiro furacão, o décimo grande furacão e o terceiro furacão de categoria 5 que atingiu o recorde na temporada de furacões de 2018 no Pacífico. Willa foi o primeiro grande furacão a atingir o estado mexicano de Sinaloa desde Lane em 2006.
Willa se originou em 14 de outubro de uma onda tropical que o Centro Nacional de Furacões (NHC), começou a monitorar para a ciclogênese tropical no sudoeste do Mar do Caribe. No entanto, o sistema posteriormente cruzou a América Central para o Pacífico Leste, sem uma organização significativa. O NHC continuou a rastrear a perturbação até que ela se transformou em uma depressão tropical em 20 de outubro, na costa do sudoeste do México. A depressão se intensificou na tempestade tropical Willa no final do dia, quando começou um período de rápida intensificação. Willa atingiu a máxima intensidade como uma furacão categoria 5 com ventos sustentados de 260 km/h (160 mph) no dia seguinte. Posteriormente, uma combinação de um ciclo de substituição da parede do olho e aumento do cisalhamento do vento enfraqueceu o furacão, e no início de 24 de outubro, Willa atingiu o continente como um furacão de categoria marginal 3 no estado mexicano de Sinaloa. Após o desembarque, Willa enfraqueceu rapidamente, dissipando-se mais tarde naquele dia no nordeste do México.
Até à sua chegada a terra, Willa solicitou a emissão de alertas e avisos de furacões e tempestades tropicais para o oeste do México. O furacão matou nove pessoas e causou MX$ 16,1 mil milhões (US $ 825 milhões) em danos, principalmente em torno da área onde foi desabou para a costa. A tempestade cortou a energia para quase 100.000 pessoas em quatro estados. Willa causou danos significativos a muitas escolas, um hospital e infraestrutura na cidade de Escuinapa, com totais estimados em MX$ 6 mil milhões (US $ 306 milhões). O transbordamento de vários rios danificou estruturas e deixou muitas áreas em Sinaloa e Nayarit sem abastecimento de água potável. Nos estados vizinhos, enchentes e deslizamentos de terra foram as principais fontes de danos e ferimentos. Os remanescentes de Willa mais tarde entraram nos Estados Unidos e causaram inundações repentinas no Texas. Após a tempestade, vários indivíduos não receberam ajuda direta do governo mexicano até que muitos meses se passaram. O povo mexicano contou principalmente com a ajuda de organizações de caridade para recuperar e reconstruir a sua propriedade danificada. O governo do estado de Sinaloan entregou colchões em mau estado às vítimas da tempestade e o governo federal perdeu o controle dos fundos que havia alocado para os esforços de socorro. A reconstrução não estava programada para começar em algumas áreas até alguns meses após a tempestade.

## História meteorológica
As origens do furacão Willa remontam a uma onda tropical que deixou a costa oeste da África em 2 de outubro de 2018. Nos dias seguintes, a onda produziu rajadas intermitentes de convecção profunda; no entanto, o vento forte soprou a convecção para longe do centro, enquanto a onda viajou para o oeste através do Oceano Atlântico. Em 14 de outubro o Centro Nacional de Furacões (NHC), começou a monitorar a onda para o desenvolvimento tropical enquanto ela estava localizada no sudoeste do Mar do Caribe. No dia seguinte, o sistema tornou-se mais bem organizado a sudeste da Península de Iucatã, e a tempestade encontrou condições mais favoráveis ao se aproximar da terra firme. Como resultado, uma aeronave WC-130 do 53º Esquadrão de Reconhecimento do Clima da Reserva da Força Aérea dos Estados Unidos foi enviado para fazer o reconhecimento do sistema. No entanto, a onda atingiu o continente em Belize em 16 de outubro, dificultando uma maior organização.
A onda tropical atingiu o Pacífico Leste no início de 17 de outubro; no entanto, o sistema não conseguiu se aglutinar em um ciclone tropical e tornou-se cada vez mais desorganizado e alongado no dia seguinte. Uma nova região alongada de baixa pressão atmosférica, desenvolveu-se a leste da baixa original no início de 19 de outubro, que se organizou mais tarde naquele dia na Tempestade Tropical Vicente. A baixa original a oeste gradualmente se organizou enquanto se movia para oeste, e às 00:00 UTC em 20 de outubro, o sistema desenvolveu-se em uma depressão tropical enquanto localizado a aproximadamente 426 km (265 mi) ao sul de Manzanillo, México. Bandas curvas significativamente alongadas de nuvens de chuva começaram a se desenvolver ao sul do centro, enquanto os topos das nuvens a oeste do centro tornaram-se tão frios quanto −85 to −91 °C (−121 to −132 °F). O sistema então desenvolveu um núcleo interno estreito, tornando-se uma tempestade tropical por volta das 12:00 UTC, embora localizado a cerca de 470 km (290 mi) ao sul-sudoeste de Manzanillo. Nesse ponto, o NHC o nomeou de Willa em sua lista rotativa de nomes.
| Furacão  | Temporada | Velocidade do Vento | Ref.   |
| -------- | --------- | ------------------- | ------ |
| Patricia | 2015      | 240 km/h (150 mph)) | [ 11 ] |
| Madeline | 1976      | 233 km/h (145 mph)  | [ 12 ] |
| Iniki    | 1992      | 233 km/h (145 mph)  | [ 13 ] |
| Doze     | 1957      | 230 km/h (140 mph)  | [ 14 ] |
| "México" | 1959      | 230 km/h (140 mph)  | [ 14 ] |
| Kenna    | 2002      | 230 km/h (140 mph)  | [ 15 ] |
| Olivia   | 1967      | 201 km/h (125 mph)  | [ 14 ] |
| Tico     | 1983      | 201 km/h (125 mph)  | [ 16 ] |
| Lane     | 2006      | 201 km/h (125 mph)  | [ 17 ] |
| Odile    | 2014      | 201 km/h (125 mph)  | [ 18 ] |
| Olivia   | 1975      | 185 km/h (115 mph)  | [ 19 ] |
| Liza     | 1976      | 185 km/h (115 mph)  | [ 12 ] |
| Kiko     | 1989      | 185 km/h (115 mph)  | [ 20 ] |
| Willa    | 2018      | 185 km/h (115 mph)  | [ 1 ]  |

Pouco depois, Willa começou a se intensificar rapidamente, com seu centro de baixo nível ficando embutido sob um nublado denso central, que é a grande área de tempestades em torno do centro de circulação da tempestade. Ao mesmo tempo, Willa virou para o noroeste quando começou a viajar ao redor da borda oeste de uma crista de nível médio. As condições ambientais ao redor do ciclone e no alto foram favoráveis, com vento muito baixo, altos níveis de humidade e temperaturas da superfície do mar de 29 °C (84 °F). Essas condições permitiram que Willa se transformasse em um furacão por volta das 06:00 UTC em 21 de outubro. Em torno da tempestade, o fluxo tornou-se bem estabelecido, e no centro da convecção, um pequeno olho se desenvolveu. Willa alcançou o status de categoria 3 às 18:00 UTC, com seu olho ficando bem definido nas imagens infravermelhas e de satélite, tornando-se o décimo maior furacão da temporada. Continuando a se intensificar rapidamente, Willa atingiu o pico de intensidade como uma furacão categoria 5 com ventos máximos sustentados de 160 mph (260 km/h) e uma pressão central mínima de 925 mbar (27.3 inHg) por volta das 06:00 UTC em 22 de outubro, embora localizado a cerca de 314 km (195 mi) ao sul-sudoeste de Cabo Corrientes, México. Isso encerrou um período de 48 horas em que os ventos de Willa aumentaram em 201 km/h (125 mph). Nos dias seguintes, Willa alterou a direção para o México; o sistema girou para o norte à medida que contornava a borda da cordilheira e, mais tarde, para o nordeste devido à aproximação de uma depressão de nível médio a superior.
Pouco depois que Willa atingiu o pico de intensidade, imagens de satélite de microondas detectaram a presença de uma parede externa do olho, indicando que Willa estava começando a passar por um ciclo de substituição da parede do olho. Nessa época, Willa também começou a interagir com a menor tempestade tropical Vicente, a sudeste. Apesar de um ambiente favorável, Willa começou a enfraquecer devido ao ciclo de substituição da parede do olho, com o olho da tempestade ficando cheio de nuvens; Willa enfraqueceu-se para a força de categoria 3 em 23 de outubro por volta das 06:00 UTC, conforme o cisalhamento do vento sudoeste começou a aumentar. A tendência de enfraquecimento diminuiu quando o ciclo de substituição da parede do olho terminou, e o olho de Willa passou sobre a Isla San Jaunito e a Isla María Madre aproximadamente às 17:45 UTC. O sistema atingiu o continente como uma furacão de categoria 3 perto de Palmito del Verde, Sinaloa, às 01:20 UTC em 24 de outubro (7:20 PM MDT em 23 de outubro), com ventos sustentados de 1 minuto de 185 km/h (115 mph) e uma pressão central mínima de 968 mbar (28.6 inHg). Isso o tornou o primeiro grande furacão do Pacífico a atingir o México desde o furacão Patricia em 2015, e o primeiro grande furacão em Sinaloa desde o furacão Lane em 2006. O olho de Willa logo desapareceu nas imagens de satélite à medida que avançava para o interior. Após o desembarque, o terreno montanhoso e o vento sudoeste afetaram a intensidade da tempestade, e Willa enfraqueceu rapidamente, degenerando em uma tempestade tropical às 06:00 UTC. Seis horas depois, Willa se dissipou sobre o nordeste do México, com as circulações de nível médio e superior se desvinculando da circulação de nível inferior. Os remanescentes de Willa continuaram a seguir para o nordeste, trazendo chuva para vários estados dos Estados Unidos. Os remanescentes contribuiuram para a formação de um nor'easter no este dos Estados Unidos.

## Preparativos

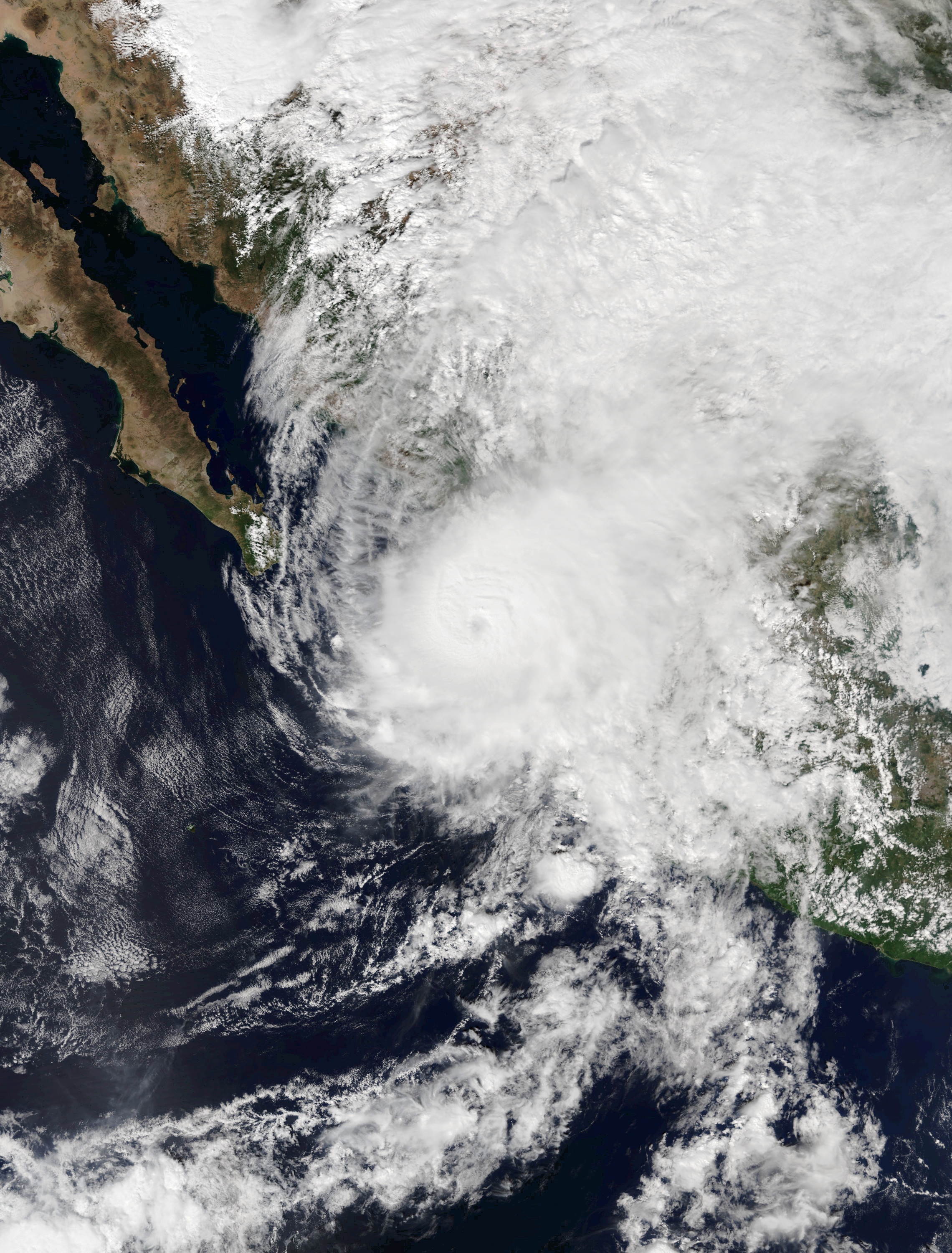
Furacão Willa se aproximando da costa em Sinaloa em 23 de outubro

O Governo do México emitiu um alerta de furacão em 21 de outubro às 15:00 UTC para a costa ocidental do México de San Blas a Mazatlán, e alerta de tempestade tropical de Playa Perula a San Blas. Seis horas depois, um alerta de tempestade tropical foi emitido para Mazatlán a Bahia Tempehuaya. Os alertas de furacão e tempestade tropical foram substituídos por avisos às 03:00 UTC em 22 de outubro. Todos os avisos foram interrompidos às 06:00 UTC em 24 de outubro depois que Willa enfraqueceu para uma tempestade tropical sobre Durango.
Vários outros alertas relacionados ao clima foram emitidos enquanto Willa se aproximava da costa do Pacífico do México. Alertas vermelhos, indicativos do nível máximo de perigo, foram emitidos para partes de Nayarit e Sinaloa no caminho direto de Willa. No centro de Sinaloa e Puerto Vallarta, Jalisco, alertas laranja foram emitidos devido ao alto perigo. A maioria dos chihuahua estava sob alerta amarelo, o que significa perigo moderado, devido à ameaça de chuvas fortes. Um alerta verde, sinalizando perigo mínimo, foi emitido para a Baja California Sur como medida de precaução devido às ondas ao longo da costa. O almirante Vidal Francisco Soberón Sanz, da Secretaria da Marinha do México, ativou a Fase de Prevenção do Plano da Marinha, um plano militar de preparação e socorro para desastres, nos estados mexicanos de Sonora, Sinaloa, Nayarit, Jalisco, Colima e Michoacán. Os navios de pequeno porte foram restringidos nos portos de Comondú, La Paz e Los Cabos, bem como no Golfo da Califórnia e no Mar de Cortez. As aulas foram canceladas nos municípios de Sinaloan de Concordia, Cosalá, Elota, Escuinapa, Mazatlán, Rosario e San Ignacio. Aproximadamente 1.265 escolas também foram fechadas ao longo das costas norte e sul de Jalisco.
Aproximadamente 200.000 pessoas foram evacuadas de suas casas em Nayarit e Sinaloa. Cerca de 40.000 dessas pessoas utilizaram mais de 2.900 abrigos, assistidos pelo Exército mexicano, Marinha e equipas de emergência. As empresas e setores no caminho da tempestade fecharam. O Aeroporto Internacional de Mazatlán fechou durante a tempestade, assim como os hotéis próximos. Trinta bairros do município de Mazatlán foram evacuados devido ao risco de enchentes. Autoridades de emergência retiraram mais de 4.250 pessoas em cidades costeiras de suas casas e estabeleceram 58 abrigos antes da tempestade chegar. Em Jalisco, 2.500 pessoas foram evacuadas antes de Willa e 23 abrigos temporários foram estabelecidos. Pelo menos 6.000 pessoas foram evacuadas de Escuinapa devido à proximidade de Willa. Fonden, a agência mexicana de ajuda a desastres naturais, alocou 99,2 toneladas de alimentos para as pessoas afetadas antes do desembarque de Willa. A Marinha mexicana montou um centro de coleta de alimentos e suprimentos em La Paz, Baja California Sur, nas horas antes da tempestade.
Em 23 de outubro, o furacão Willa e a tempestade tropical Vicente juntos forçaram o navio de cruzeiro Norwegian Bliss a desviar para San Diego, Califórnia. Apesar da ameaça que Willa representava, a Petróleos Mexicanos, empresa petrolífera estatal mexicana, anunciou que pretendia manter as operações normais em Jalisco, Nayarit, Colima, Sonora e Sinaloa. Toda atividade econômica e transporte público foram suspensos em Sinaloa por precaução. Estradas e empresas foram fechadas em Nayarit, com as autoridades solicitando que os cidadãos permanecessem em suas casas. A fim de evitar danos ao equipamento de bombeamento de água durante a tempestade, o serviço foi encerrado para 27 bairros em Tepic, Nayarit, em 23 de outubro. O Ministério das Comunicações e Transportes (SCT) do estado de Jalisco empregava 400 pessoas para observar 322 pontes e mais de 2,197 km (1,365 mi) de estradas. O SCT também preparou 60 máquinas, inclusive retroescavadeiras, em caso de deslizamentos. O número de equipes rodoviárias disponíveis aumentou de 22 para 40 durante a tempestade.

## Impacto

### México

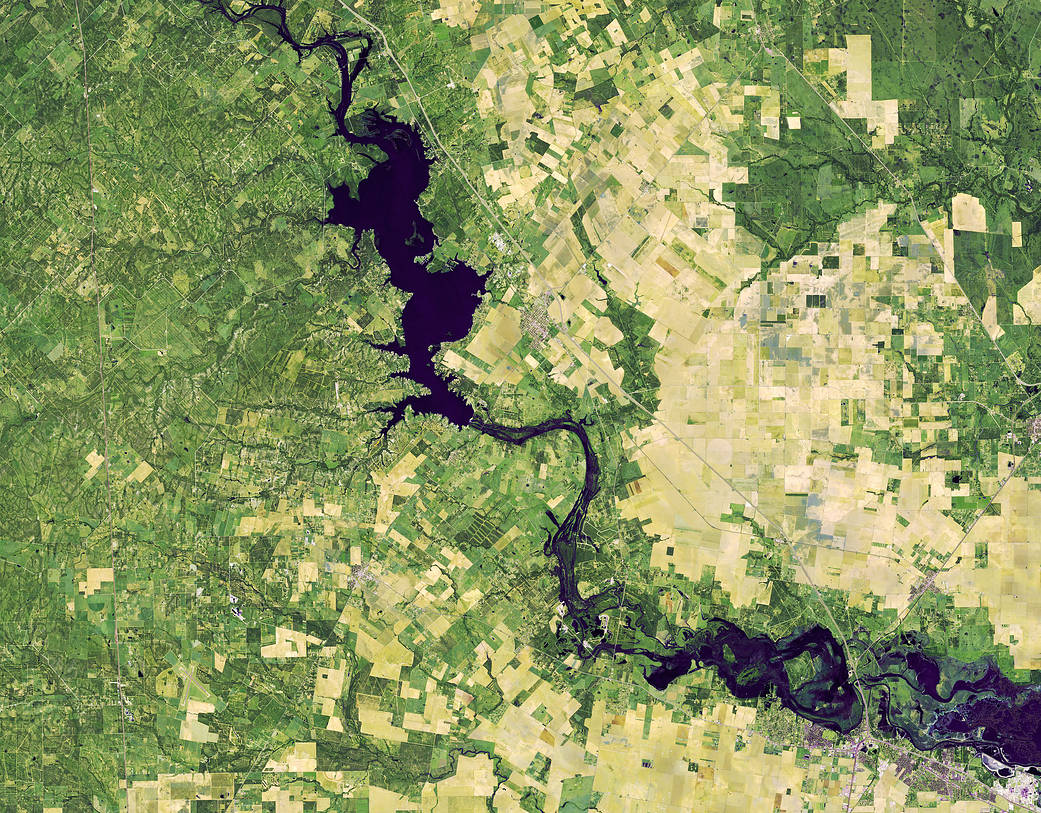
Imagem Landsat do rio Nueces transbordando de suas margens, 1º de novembro de 2018

O olho do furacão Willa atravessou duas das Ilhas Marías ao largo, produzindo rajadas de vento de 180 km/h (112 mph), e ventos médios sustentados de 143 km/h (89 mph) por um período de 15 minutos; o último valor equivale a ventos sustentados de 1 minuto de cerca de 160 km/h (100 mph). A prisão das Ilhas Marías foi danificada durante a tempestade; palmeiras foram arrancadas, telhados desabaram e arame farpado foi arrancado das cercas.
No continente mexicano, os caçadores de tempestades da iCyclone relataram uma pressão mínima de 968 mbar (28.6 inHg) onde o olho de Willa se moveu para a costa, sugerindo uma intensidade de desembarque de 185 km/h (115 mph). Willa produziu rajadas de vento com força de furacão, bem como ondas altas e uma maré de tempestade significativa nas imediações de onde atingiu a costa. Willa produziu as fortes chuvas no oeste do México, com pico de 391 mm (15.39 in) em San Andrés Milpillas no norte de Nayarit. Cihuatlán, no oeste de Jalisco, informou 335 mm (13.17 in) de precipitação. Precipitação intensa ocorreu em seis estados mexicanos – Colima, Durango, Jalisco, Michoacán, Nayarit e Sinaloa. A tempestade deixou 96.200 pessoas sem energia em quatro estados: Sinaloa, onde desembarcou, além de Nayarit, Durango e Michoacán.

#### Sinaloa
O desembarque (landfall) do furacão Willa em Sinaloa deixou dois municípios isolados, Escuinapa e Rosario. Os ventos fortes danificaram casas e derrubaram árvores, que bloquearam estradas. Em Escuinapa, a tempestade danificou o hospital geral, derrubando parte do telhado e das paredes. Soldados evacuaram 35 pacientes do hospital. A cidade também sofreu cortes de energia e não tinha água potável. Danos na cidade foram estimados em MX$ 6 mil milhões (US $ 306 milhões). Willa severamente danificou 72 escolas em Escuinapa e 19 em Rosário. Aproximadamente 17,000 ha (42,000 acres) de colheitas foram danificadas em sete municípios.
A barragem da comunidade Trébol II foi danificada como resultado das enchentes de Willa. Linhas de energia foram derrubadas ao longo de uma estrada para Tecapan, fazendo com que toda a cidade perdesse energia. Em Rosário, o rio Baluarte subiu rapidamente após de chover pelo menos 188 mm (7.4 in), varrendo máquinas de extração de pedra e caminhões de transporte. A destruição da infraestrutura deixou várias comunidades em Rosário sem água potável e pelo menos 53 km (33 mi) de estradas inutilizáveis. A enchente do rio também danificou cerca de 3,000 ha (12 sq mi) de safras em Rosário. Em Mazatlán, chuvas fortes causaram deslizamentos de rochas e aumentaram o nível da água da lagoa Camarón.

#### Nayarit
| Tempestade | Temporada | Danos (USD)       | Ref.                        |
| ---------- | --------- | ----------------- | --------------------------- |
| Manuel     | 2013      | $4,2 mil milhões  | [ 68 ]                      |
| Iniki      | 1992      | $3,1 mil milhões  | [ 69 ]                      |
| Odile      | 2014      | $1,25 mil milhões | [ 70 ]                      |
| Agatha     | 2010      | $1,1 mil milhões  | [ 71 ]                      |
| Willa      | 2018      | $825 milhões      | [ 72 ] [ 73 ] [ 60 ] [ 74 ] |
| Madeline   | 1998      | $750 milhões      | [ 75 ]                      |
| Rosa       | 1994      | $700 milhões      | [ 76 ]                      |
| Paul       | 1982      | $520 milhões      | [ 77 ] [ 78 ] [ 79 ]        |
| Octave     | 1983      | $512.5 milhões    | [ 80 ] [ 81 ]               |
| Norman     | 1978      | $500 milhões      | [ 82 ]                      |

No estado de Nayarit, Willa infligiu pelo menos MX$ 10 mil milhões (US$ 510 milhões) em danos. O estado de emergência foi declarado para 12 municípios. O furacão deixou cerca de 100.000 pessoas desabrigadas em todo o estado. Um sistema hidro-agrícola na parte norte do estado foi danificado, resultando em MX$ 700 milhões (US$ 35,7 milhões) em perdas. Chuvas fortes fizeram com que os rios atingissem mais de 11 m (36 ft) acima do normal, obrigando os municípios de Tecuala, Acaponeta, Tuxpan, San Blas e Huajicori a serem evacuados. Um total de 12.000 pessoas foram evacuadas para abrigos em todo o estado.
A chuva forte de Willa levou a fortes inundações ao longo do rio San Pedro e do rio Acaponeta, afetando 180.000 pessoas. Quatro pessoas morreram afogadas ao longo do rio San Pedro, três em Huajicori e um em San Vicente em Tuxpan. A única estrada para a comunidade El Valle de la Urraca foi destruída, deixando seus habitantes sem comunicação externa. Ventos fortes e enchentes destruíram as fazendas locais de camarão. Um fazendeiro perdeu 22 a 33 toneladas ou cerca de MX$ 2 milhões (US $ 82.000). Em Tuxpan, o transbordamento do rio San Pedro causou vazamentos de esgoto. Três em cada quatro escolas públicas do município sofreram grandes danos de enchentes; outros 42 escolas no estado de Nayarit sofreram danos consideráveis. Dezenas de milhares de pessoas no município sofreram inundações até 2 m (6.6 ft) de altura. A enchente dos rios também causou falta de água potável na porção norte do estado; o serviço de água não foi restaurado por pelo menos duas semanas após o fim da tempestade. O governo municipal perdeu 2,2 toneladas de ajuda alimentar depois que o armazém em que os alimentos foram armazenados foi inundado. Os bombeiros trabalharam durante a noite para resgatar pessoas presas em seus telhados.
Acaponeta foi severamente impactado de forma semelhante quando uma enchente recorde ocorreu ao longo do rio Acaponeta, com uma crista de inundação de 12.20 m (40.0 ft) e pico de descarga de 17,000 m3/s (600,000 cu ft/s) registado. Vários veículos ficaram presos pelas enchentes ao longo da Rodovia Federal Mexicana 68, principalmente no pedágio de Acaponeta. O pessoal da Proteção Civil e da Marinha Mexicana realizou pelo menos 80 resgates terrestres e aquáticos. As inundações também forçaram o fechamento da Rodovia Federal Mexicana 15D entre Acaponeta e La Guásima.

#### Em outro lugar
Willa trouxe fortes chuvas e inundações para partes de Michoacán, fazendo com que riachos e rios transbordassem. A barragem Cointzio atingiu 98% de capacidade, e os sistemas de água e esgoto na capital do estado, Morelia, atingiram a capacidade máxima. A água atingiu 1 m (3.3 ft) de altura em algumas partes da capital, que inundaram 40 bairros e centenas de casas. O bairro dos Jacarandás teve que ser evacuado devido ao odor da rede de esgoto. Três abrigos foram montados para abrigar residentes da cidade afetados. Danos em Morelia foram estimados em MX$ 35 milhões (US$ 1,79 milhão). Em Atapaneo, um deslizamento de terra fez com que um comboio de mercadorias descarrilasse, ferindo duas pessoas. As chuvas das tempestades aumentaram o nível da água no Lago de Chapala.
Ondas fortes de Willa viraram um barco; dois irmãos, de 28 e 30 anos, morreram afogados na costa de Colima enquanto espalhavam as cinzas de um parente. Os corpos foram recuperados por oficiais locais e pela Marinha mexicana. Devido ao clima instável produzido por Willa e a próxima tempestade tropical Vicente, vários navios petroleiros não conseguiram descarregar combustível nos portos de Manzanillo e Tuxpan. Combinado com o fechamento de um grande oleoduto que transporta petróleo para Guadalajara, isso causou uma escassez de combustível em Jalisco, com cerca de 500 postos de gasolina sendo afetados.
Fortes chuvas no vizinho estado de Jalisco inundaram ruas e transbordaram riachos. Em Melaque, soldados de infantaria evacuaram seu quartel-general quando ele inundou. Fortes correntes quebraram a cerca de um habitat de crocodilos em La Manzanilla, permitindo que centenas escapassem. Os rios Papaloapan e Coatzacoalcos, em Jalisco, transbordaram de suas margens devido ao excesso de chuvas. Pelo menos uma dúzia de casas em Punta Pérula foram inundadas com até 60 cm (24 in) de água. Ondas fortes ocorreram na costa de Puerto Vallarta ; deslizamentos de terra e árvores caídas também foram relatados lá. Chuvas fortes mataram duas pessoas em Nogales, Sonora, onde as enchentes também varreram carros e invadiram residências e empresas.
No município de Mezquital, no estado de Durango, um trabalhador da energia foi atingido e caiu para a morte no meio das fortes chuvas da tempestade. Houve menos cinco cidades inundadas no estado. Deslizamentos de terra no município de Pueblo Nuevo danificaram 35 casas em 10 comunidades rurais. A rodovia Durango-Mazatlán foi parcialmente fechada a partir de 23 a 24 de outubro. Escolas em todo o estado também foram canceladas até 25 de outubro. As perdas em Lerdo, Durango alcançaram cerca de MX$ 140 milhões (US$ 7,14 milhão). Um total de 200 pessoas foram evacuadas da área ao redor da barragem de Santa Elena devido ao transbordamento.
Um total de dez deslizamentos de terra ocorreram no estado de Hidalgo como resultado das fortes chuvas de Willa e da vizinha tempestade tropical Vicente. Nos municípios de Huasteca e Sierra, os acessos às rodovias foram bloqueados por pedras e ramos de árvores. Duas pessoas foram hospitalizadas devido a um deslizamento de terra em Zacualtipán. Sete pessoas foram evacuadas depois que uma casa foi soterrada em Calnali. As estradas em Huehuetla e Tenango estavam intransitáveis devido a deslizamentos de terra. Deslizamentos de terra afetaram a rodovia estadual Tlanchinol-Hueyapa em Tepehuacán, a rodovia Pachuca-Huejutla no município de Mineral del Chico e a rodovia federal México-Tampico.

### Estados Unidos
Em 24 de outubro, os remanescentes do furacão Willa trouxeram fortes chuvas e tempestades ao Texas e à Luisiana. A área já estava saturada de chuvas excessivas no mês passado. Um alerta de inundação repentino foi emitido para o condado de Galveston, no sudeste do Texas. Precipitação atingiu 120 mm (4.9 in) no Aeroporto Internacional de Scholes em Galveston; isso quebrou o recorde diário de chuva da cidade, superando o recorde anterior estabelecido em 1883. Houve Inundações repentinas com as chuvas coletadas nos pântanos, cobrindo ruas e inundando alguns carros. Os dormitórios da Universidade Texas A&M em Galveston também foram inundadas.

## Rescaldo
Autoridades mexicanas enviaram 45.000 pessoas para ajudar nos esforços de socorro. Incluídos neste grupo estavam soldados, marinheiros, médicos e enfermeiras. O Plano DN-III-E, um plano de socorro e resgate em desastres, foi ativado nos estados de Colima, Durango, Jalisco, Nayarit e Sinaloa. Cerca de 11.000 soldados foram enviados aos municípios de Culiacán, El Rosario, Escuinapa, La Cruz de Elota e Mazatlan em Sinaloa para ajudar no transporte de civis para quatro abrigos. Em Sinaloa, aproximadamente 1.820 pessoas receberam 1.400 rações de comida. Os soldados também trabalharam para consertar danos nas janelas do Hospital Teacapan, bem como remover árvores das estradas. Por volta de 590 soldados foram enviados para Durango. Em Colima, 262 soldados foram destacados para monitorar o nível do rio Marabasco. Em Michoacán, as autoridades mobilizaram 500 soldados para ajudar famílias atingidas pelo furacão. Cento e dezoito soldados evacuaram 154 pessoas nas cidades de Melaque, Puerto Vallarta e Tomatlán em Jalisco. O governo da Cidade do México estabeleceu um centro de coleta de alimentos, produtos de limpeza e produtos de higiene; este centro estava localizado no Jardim Pushkin da Cidade do México. Cerca de 3.000 refeições foram distribuídas pelo Exército mexicano em uma cozinha comunitária em Tuxpan, Nayarit, como parte do Plano DN-III-E. O Sistema Nacional de Desenvolvimento Integral da Família (DIF) enviou 1.764  toneladas de ajuda, incluindo despensas, chapas galvanizadas e água engarrafada, às áreas afetadas pela Willa.
O Plano Marítimo foi ativado em Sinaloa e Nayarit, resultando no despacho de 1.800 soldados, 163 veículos, 8 aeronaves, 15 unidades de superfície, 6 navios, e 3 cozinhas móveis. A Cruz Vermelha Mexicana enviou 48.502 de suprimentos para Nayarit e Sinaloa; a ajuda entregue às despensas de Nayarit consistiu em 19.842 toneladas, incluindo mil kits de higiene. Aproximadamente 28.660 toneladas de mercadorias foram enviadas para as despensas de Sinaloa. Além disso, foram abertos centros de coleta em Sinaloa, Nayarit, Jalisco e Guanajuato. Por aí 178 pessoas foram evacuadas de Cristo Rey e El Rosario em Escuinapa. Soldados distribuíram 500 porções de alimentos usando uma cozinha móvel no município de Nayarit de Tecuala. O governo municipal de Tuxpan forneceu 1.400 toneladas de alimentos, água, suprimentos, roupas e remédios para os indivíduos afetados. Funcionários em Nayarit enviaram 76 veículos com suprimentos médicos para chegar aos residentes mais afetados no norte de Nayarit. A Unidade Civil de Proteção e Incêndio do Estado de Jalisco usou veículos aquáticos para transportar suprimentos para o Município de Tuxpan e avaliar os danos em Nayarit. Durante uma semana, os funcionários fizeram da Rodovia Federal Mexicana 15D – uma estrada com pedágio – gratuitamente e, em vez disso, coletou mais de MX$ 1,1 milhões (US$ 57.000) em doações para os moradores desabrigados pelo furacão. O Gabinete do Procurador-Geral da República enviou 12.1 toneladas de alimentos, bem como quatro médicos e 500 kg (1,100 lb) de medicamentos para Sinaloa e Nayarit. Save the Children enviou 800 kits de higiene para crianças em Nayarit. Eles também operavam 17 restaurantes para quase 3.000 crianças, mas foram forçadas a fechar quatro localizadas em Isla del Bosque, Escuinapa e Teacapán devido a cortes de energia.
A Petróleos Mexicanos relatou escassez de gasolina no estado de Guanajuato após o furacão Willa. A escassez foi atribuída a danos à infraestrutura e um aumento no roubo de gasolina causado por Willa. O descarregamento de combustível não foi possível em alguns portos. Além disso, os oleodutos de gasolina tiveram que ser fechados devido a furtos; a seção Tula-Salamanca foi fechada para reparos em consequência de danos deixados por ladrões.
O governador de Sinaloa, Quirino Ordaz Coppel, declarou estado de emergência em sete municípios. Diego Maradona, então técnico dos Dorados de Sinaloa, ofereceu um jantar beneficente em 5 de novembro para fornecer apoio financeiro para indivíduos afetados por Willa e pela depressão tropical 19-E.
Em Nayarit, a Coordenação Nacional de Proteção Civil designou os municípios de Acaponeta, Del Nayar, Huajicori, Rosamorada, Ruiz, Santiago Ixcuintla, Tecuala e Tuxpan como áreas de desastre. No município de Escuinapa, em Sinaloa, foi relatado que mais de 2.000 famílias estavam morando sob troços de plástico seis meses após a tempestade. Além disso, o prefeito Emmet Soto Grave afirmou que houve muitas irregularidades nos danos relatados pelo governo anterior. No total, 144 casas foram contadas como danificadas pelo governo a partir de 23 a 28 de outubro, enquanto mais de 2.000 foram realmente afetados. Depois que o presidente Andrés Manuel López Obrador fez com que autoridades federais visitassem a cidade, mais imprecisões em relação a danos em estradas, instituições de ensino e áreas de turismo foram descobertas. No tempo após a dissipação de Willa, a Comissão Nacional de Água relatou que o rio Baluarte tinha visto um grande aumento nas concentrações de cromo, mercúrio e níquel um mês após a tempestade. Em toda a região, os pomares de manga foram severamente danificados por rajadas de vento de Willa, resultando em 50-75% diminuição da produção. Esta diminuição equivale a uma perda de cerca de 77.162 toneladas ou 13,300 ha (33,000 acres) de manga. Pelo menos 1.200 os agricultores exigiram empréstimos devido a perdas significativas. O prefeito de Mazatlan enviou 60 trabalhadores, dois guindastes e três caminhões basculantes para Escuinapa. Vários meses depois da tempestade, as comunidades de Maloya e Buenavista em El Rosario estavam em sua maioria sem água potável.
Durante a primeira semana após a tempestade, pelo menos 180.000 as pessoas não tinham comunicação externa ou comida devido à enchente dos rios San Pedro e Acaponeta. Algumas pessoas tiveram que limpar a casa inteira da lama do rio sem ajuda. Os afetados por Willa em Nayarit disseram que se sentiram "abandonados pelas autoridades" depois de receber ajuda de organizações de desastres apenas no mês e meio após a tempestade. As escolas em Tuxpan não tinham aulas durante esse período, pois as instalações estavam inutilizáveis. A cidade de Los Sandovales em Acaponeta foi destruída, resultando em muitas das famílias que ficaram desabrigadas. Nas semanas seguintes a Willa, o governo do estado de Nayarit anunciou que não era capaz de fornecer fundos para a reconstrução como resultado da falência do estado. Em 2019, o governo mexicano anunciou que forneceria MX$ 250 milhões (US$ 10,4 milhões) para a reconstrução dos municípios de Nayarit, que estava programada para começar em fevereiro. Aproximadamente MX$ 23,19 milhões (US$ 961.000) em fundos de ajuda federais foram distribuídos aos municípios de Tuxpan, Rosamorada, Tecuala, Acaponeta e Huajicori; 533 famílias nesses municípios receberam MX$ 30.000 (US$ 1.250) para cobrir danos às suas casas. Dois oficiais federais deram a outras 30 famílias MX$ 120.000 (US$ 5.000) depois que suas casas foram completamente destruídas. O governo mexicano também alocou MX$ 2 mil milhões (US$ 83,6 milhões) para a reconstrução de infraestrutura pública, como rodovias, pontes, escolas e hospitais. O custo para reparar a infraestrutura pública em Nayarit foi avaliado em aproximadamente MX$ 2,2 mil milhões (US$ 92 milhão); também foi estimado que MX$ 39 milhões (US$ 1,6 milhões) foi necessária para cobrir os custos de remoção de lama das principais estradas do estado. Em Coppel, uma loja de departamentos nacional, recebeu MX$ 66 milhões (US$ 2,8 milhões) pelo Governo mexicano; isso permitiu que a Coppel fornecesse 4.400 famílias com cheques compras de MX$ 15.000 (US$ 625) para móveis e eletrodomésticos. Em Sinaloa, as pessoas usaram seus próprios fundos para reconstruir suas casas devido à falta de recursos do Fonden. O estado entregou MX$ 2 milhões (US$ 101.000) em colchões para as vítimas e permitiu-lhes acesso a despensas em troca de cartas de apoio. Apoio que varia entre MX$ 1.800–10.000 (US $ 90– $ 500) foi fornecido para pequenas empresas. Um funcionário do estado de Sinaloan disse que podia levar três anos para que o Fonden aloque fundos para reparos. O Fonden autorizou um total de MX$ 84,7 milhões (US$ 4,3 milhões) para cobrir danos resultantes de Willa; no entanto, nenhum trabalho de reparo foi iniciado nos meses após a tempestade e o paradeiro dos fundos era desconhecido. Poucos dias após a visita do presidente López Obrador a Sinaloa, incluindo a cidade de Mazatlan, Fonden distribuiu MX$ 510 milhões (US$ 23,9 milhões) por danos em Escuinapa e El Rosario.